# Reynistaðarklaustur
Reynistaðarklaustur (Reynistaðar kloster) Reynistaður i Skagafjörður på Island, var ett nunnekloster inom benediktinerorden, verksamt från 1295 till 1562. Det var ett av Islands nio kloster, och ett av två nunnekloster, före reformationen. 
Klostret grundades på förslag av Gissur Thorvaldsson, som år 1268 avsatte mark åt det, men det tog fram till år 1295 innan klostret verkligen grundades, då av Jörundur Þorsteinsson, biskop av Holar, och Hallbera Þorsteinsdóttir (död 1330). Biskopen blev klostrets visitator, medan Hallbera Þorsteinsdóttir donerade stora egendomar till klostret, som blev dess försörjning. Hon blev därefter sannolikt också dess första abbedissa. Klostret tycks ha drabbats hårt av pesten 1402; det tycks ha saknats en abbedissa fram till 1408, och i fortsättningen endast ha funnits runt tio nunnor där. Vid reformationen stängdes klostret, men nunnorna tilläts bo kvar där fram till sin död.   
Några av klostrets abbedissor efter Hallbera var Guðný Helgadóttir, Oddbjörg Jónsdóttir, Ingibjörg Örnólfsdóttir, Þórunn Ormsdóttir (inte officiellt utnämnd, men fungerade i denna funktion), Þóra Finnsdóttir och Agnes Jónsdóttir. Klostrets sista abbedissa var Solveig Rafnsdóttir.